# Henk Lamm
Henk Lamm (Hengelo, 17 januari 1908 - Hengelo, 28 juli 1957) was een Nederlands beeldend kunstenaar.

## Leven en werk
Henk Lamm was autodidact. Hij had tijdens zijn opleiding tot onderwijzer weliswaar tekenonderricht gehad, maar daar zou het bij blijven. Hij haalde goede cijfers maar  kreeg aan het eind van zijn opleiding geen diploma, aangezien hij ongeschikt geacht werd voor het beroep van onderwijzer. Hij is werkeloos, gedesillusioneerd en als dan ook nog zijn moeder komt te overlijden, kan hij het leven niet meer aan. Hij wordt voor twee jaar opgenomen in de St. Jozefstichting in Apeldoorn, een inrichting voor zenuwzieken. 
Eenmaal weer thuis vindt hij, als therapie, zwaar lichamelijk werk in de dienst werkverschaffing (DUW). Ook vindt hij af en toe werk bij een kwekerij. De kunst is zijn enige troost. Hij tekent aan de keukentafel op overgeschoten stukjes papier en karton. Potlood, kleurpotlood en later pastel en olieverf vormen zijn enige gereedschap.
Henk heeft nauw contact met de ambtenaar sociale zaken Gerrit ter Wee. Deze attendeert in 1937 Riemko Holtrop op de eenzaam werkende Henk Lamm. Een belangrijke ontmoeting, het begin van een contact met gelijkgestemden. Door de oorlog raken de contacten weer in het slop, maar als in december 1945 De Nieuwe Groep, een vernieuwende kunstenaarsgroep waarvan onder andere Ben Akkerman, Jan Broeze, Folkert Haanstra sr., Folkert Haanstra jr., Johan Haanstra en Riemko Holtrop de oprichters waren, tentoonstelt is Henk Lamm er als de kippen bij om het werk van zijn vakgenoten te bewonderen. Die van hun kant Henk uitnodigen ook lid te worden (1946). 
Daar begint de erkenning. Want de tentoonstellingen van De Nieuwe Groep brachten zijn werk naar verschillende plaatsen in Overijssel en ook naar Amsterdam. Toch zal de doorbraak pas in 1969 komen. Door onvermoeibaar ijveren van Riemko Holtrop krijgt Lamm postuum een tentoonstelling met een bescheiden catalogus in het Stedelijk Museum in Amsterdam.
Johan Wesselink schreef ter gelegenheid van deze tentoonstelling in de Nieuwe Apeldoornse Courant (23-12-‘69)  ‘Henk Lamm, geboren in Hengelo, heeft op zijn eigen wijze de mystieke en ietwat melancholieke sfeer van het Twentse landschap met zijn oude boerderijen, zijn waterputten, riviertjes en heuvels doorvoeld en weergegeven’. Nooit werd het Twentse landschap zo treffend, zo van binnen uit, geportretteerd. In zijn werk combineert hij de naturalistische met de symbolische beeldtaal.
Vanaf dat moment wordt zijn werk ingedeeld bij de naïeve kunst, een verzamelgebied met een geheel eigen publiek. Op dat stempel naïef valt wel het een en ander af te dingen. Wie Lamms totale oeuvre overziet merkt op dat Lamm alle vigerende stromingen wel degelijk gekend en verwerkt heeft. De verinnerlijking van het beeld, waar Lamm zo goed in slaagt, is niet voorbehouden aan de naïeve kunst.